# Васюк Ілля Якимович
Ілля Якимович Васюк (1919–1969) — капітан Робітничо-селянської Червоної армії, учасник Другої світової війни, Герой Радянського Союзу (1944).

## Біографія
Ілля Васюк народився 23 квітня 1919 року в селі Мармизівка (нині — Варвинський район Чернігівської області України) у селянській родині. Закінчив Лохвицький педагогічний технікум у 1937 році. В 1939 Васюк був призваний на службу до Робітничо-селянської Червоної армії. У 1941 році він закінчив зенітне артилерійське училище в Омську. З листопада того ж року — на фронтах Німецько-радянської війни. Брав участь у боях на Калінінському, Воронезькому, 1-му та 2-му Українських фронтах. 1943 року Васюк закінчив курси «Постріл». Брав участь у Курській битві та битві за Дніпро, боях на території Київської області. До березня 1944 року старший лейтенант Ілля Васюк командував батальйоном 21-го стрілецького полку 180-ї стрілецької дивізії 27-ї армії 2-го Українського фронту. Відзначився під час визволення Черкаської області Української РСР.
6 березня 1944 року біля села Чижівка батальйон Васюка був змушений зупинити свій наступ, оскільки противник перетворив село на потужний опорний пункт і чинив запеклий опір. Вирішивши провести розвідку боєм, Васюк розділив батальйон на дві частини та атакував ними ворожі фланги. Поки вони вели бій, невелика група гранатометчиків, пройшовши в тил супротивника, відрізала шлях до відступу. У тому бою ворожі підрозділи втратили близько половини свого особового складу, а ті, що залишилися в живих, здалися в полон. Водночас батальйон Васюка втратив убитими лише кількох бійців. Проте біля розташованого неподалік села Мельниківка противник розгорнув близько 30 танків, зустрівши батальйон потужним контрударом і змусивши його перейти до оборони. Васюк вміло розташував мінометні та протитанкові підрозділи, які відкрили вогонь по супротивнику, знищивши 20 ворожих танків, у тому числі 7 «Тигрів». Супротивник, що відступав у паніці, кинув у Мельниківці 170 автомашин і 3 зенітні знаряддя. У ході подальшого просування на захід батальйон натрапив на ворожу колону, що поспішала до Південного Бугу з метою не дати радянським військам форсувати річку. У лісі біля дороги Васюк організував засідку, яка атакувала цю колону та знищила її. Згодом батальйон Васюка першим у всій армії переправився через Південний Буг у районі села Завадівка Теплицького району Вінницької області, захопивши плацдарм на його західному березі.
Указом Президії Верховної Ради СРСР від 13 вересня 1944 року за «зразкове виконання бойових завдань командування та виявлені при цьому мужність та героїзм» старший лейтенант Ілля Васюк був удостоєний високого звання Героя Радянського Союзу з врученням ордена Леніна та медалі «Золота зірка» за номером 4272.
У 1945 році у званні капітана Васюка було звільнено в запас. Жив у Краснодарі, працював майстром будівельно-монтажного управління. Помер 24 липня 1969 року, похований на Слов'янському цвинтарі Краснодара.
Був також нагороджений орденами Червоного Прапора та Вітчизняної війни 1-го ступеня, а також низкою медалей.